# Mas Salou
El Mas Salou és una masia de les Masies de Roda (Osona) catalogat com a bé cultural d'interès local.

## Història
Aquesta casa probablement tingui orígens antics, i la tradició ha recollit anècdotes del bandoler Joan de Serrallonga que hi succeïren. Les diferents reformes es recullen als treballs de pedra picada amb dates variades: 1643, 1775, 1755, 1843, 1804, etc. Ja al segle xix, passà a ser propietat de Pierre Baurier, junt amb altres propietats que formen un gran territori conegut per Salou, nom que rebé perquè formava un antic domini lliure de tota subjecció feudal. El 1862 s'hi construí una fàbrica cotonera, que funcionà fins al 1963.

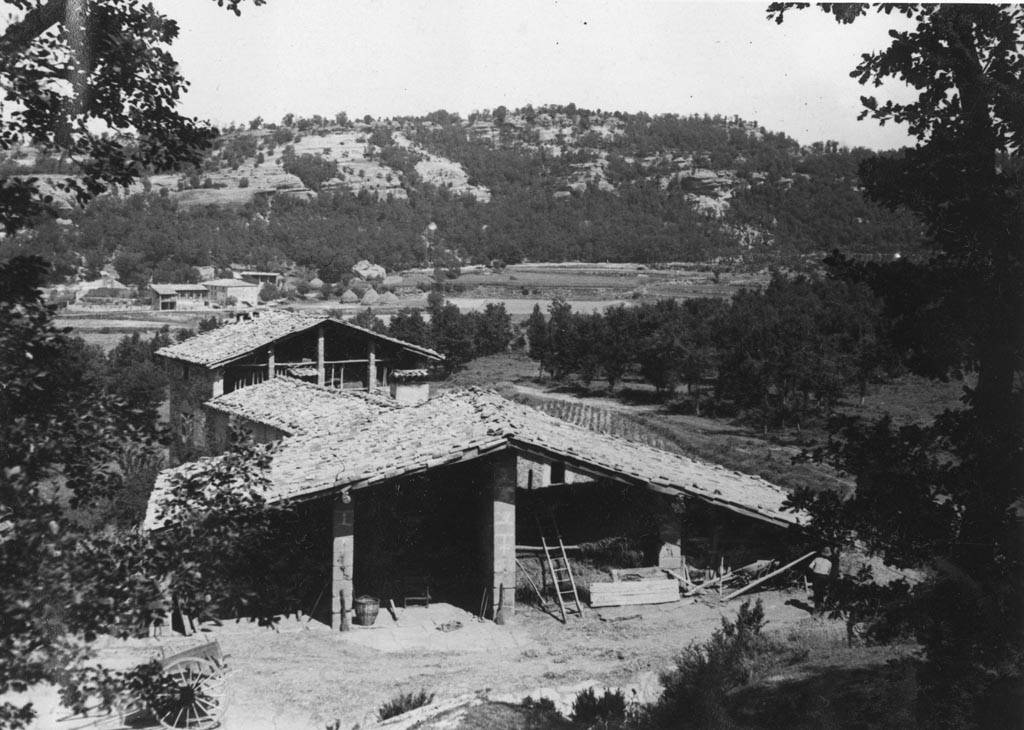
El mas el 1936

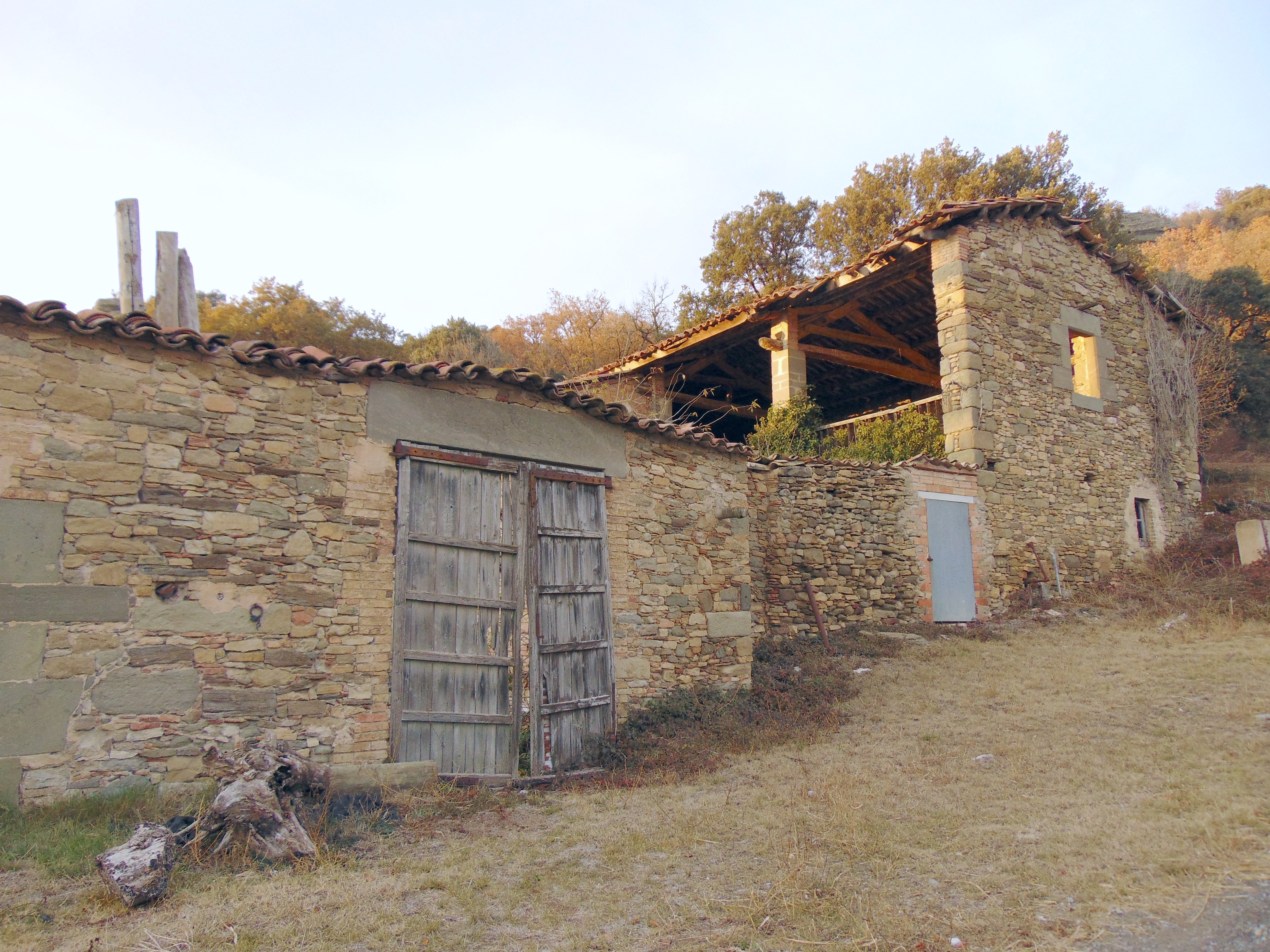
La masoveria

## Descripció
És un edifici de planta rectangular amb coberta a quatre aigües. La façana mira vers el Sud-oest i presenta un gran portal dovellat, A la part esquerra hi ha un gran cos adossat amb grans arcades de pilars i arcs rebaixats a la planta i al primer pis (aquests últims s'han perdut en part). Hi ha un gran portal d'entrada als murs que tanquen la casa i la lliça. A la part posterior de la casa hi ha un altre portal i una altra entrada a la casa, on es forma un altre recinte tancat, amb un pou i una font amb notables treballs de pedra picada. A l'interior hi ha algunes habitacions decorades i un bonic enteixinat de fusta al sostre de la sala. A la part de la planta hi ha dues grans sales cobertes amb voltes. Està construïda amb pedra poc treballada, excepte a les parts decoratives.